# Campofelice di Roccella
Campofelice di Roccella település Olaszországban, Szicília régióban, Palermo megyében. Lakosainak száma 7666 fő (2023. január 1.). Campofelice di Roccella Collesano, Lascari és Termini Imerese községekkel határos.

## Népesség
A település népességének változása:
| Lakosok száma | 7511 | 7516 | 7666 |
|               | 2017 | 2018 | 2023 |